# Mohamed Merza
Mohamed Merza Salman (17 de abril de 1987) es un jugador de balonmano bareiní que juega de pívot. Es internacional con la selección de balonmano de Baréin. Es hermano de Ali Merza, quien también es jugador de balonmano.
En 2021 participó en los Juegos Olímpicos de Tokio 2020 con su selección, mientras que su primer Mundial fue el Campeonato Mundial de Balonmano Masculino de 2017.
Fue sancionado 3 meses sin poder disputar ninguna competición internacional tras las semifinales del Campeonato Asiático de Balonmano Masculino de 2024, donde mostró una conducta antideportiva hacia los árbitros del encuentro.

## Palmarés internacional
| Campeonato Asiático | Campeonato Asiático | Campeonato Asiático | Campeonato Asiático |
| Año                 | Lugar               | Medalla             |                     |
| ------------------- | ------------------- | ------------------- | ------------------- |
| 2018                | Suwon               | Medalla de plata    |                     |
| 2022                | Dammam              | Medalla de plata    |                     |
| 2024                | Baréin              | Medalla de bronce   |                     |
| Juegos Asiáticos    |                     |                     |                     |
| Año                 | Lugar               | Medalla             |                     |
| 2014                | Incheon             | Medalla de bronce   |                     |
| 2018                | Yakarta-Palembang   | Medalla de plata    |                     |
| 2022                | Hangzhou            | Medalla de plata    |                     |